# Préfecture de Nukata
La préfecture de Nukata 額田県 (Nukata-ken) est une préfecture de la région du Chūbu au Japon, comprenant l'ancien État de Mikawa et la péninsule de Chita. Elle est créée en 1871 et correspond à la partie orientale de l'actuelle préfecture d'Aichi. Elle fusionne avec celle-ci le 27 novembre 1872.

## Histoire
- Meiji 4 (1871)
  - 26 décembre : Mikawakuni Tahara, Toyohashi, Hanbara, Nishiohira, Okazaki, Koromo , Nishio, Nishibata, Kariya, Shigehara intègrent la préfecture de Nukata qui sert à administrer la majeure partie de la province de Mikawa. La province d'Owari et le comté de Chita sont transférés à la préfecture de Nagoya. Le bureau préfectoral s'établit au château d'Okazaki à Yasuo-cho.
  - 31 décembre : incorporation de la région de Mikawa (ancienne préfecture de Mikawa ) sous la juridiction de l'agence Asuke dans la préfecture d'Ina, qui est abolie le même jour.
- 27 décembre 1872 : fusion avec la préfecture d'Aichi. Abolition de la préfecture de Nukata le même jour.

## Juridiction
- Province de Mikawa
- Chitagun, province d'Owari

En outre, bien que le décret du Grand Conseil d'État stipule que les enclaves suivantes des anciennes préfectures doivent être administrées, il n'est pas clair si oui ou non elles étaient effectivement sous juridiction car la date du décret et la réorganisation préfectorale réelle de la zone diffèrent.
- Comté de Kumehojo , province de Mimasaka (ancienne préfecture de Koromo)
- District de Koza , province de Sagami (ancienne préfecture de Nishiohira)
- Comté de Musa, Province de Kazusa, Comté de Sosa, Comté de Katori, Province de Shimosa , Comté de Takata, Comté de Kamo, Province d'Izu, Comté de Nitta, Comté d'Oura, Province d'Ueno, Comté d'Aso, Province de Shimotsuke, Comté de Tama , Province de Musashi (ancienne préfecture de l'Ouest)
- Province d'Echizen Niu-gun, Nanjo-gun, Sakai-gun, Awakunihira- gun (ancienne préfecture de Nishio)
- District de Shinzawa de la province de Musashi, district de Toshima , district de Kawabe, district de Nose, district d'Arima de la province de Settsu, district de Nitta de la province d'Ueno, district d'Iruka de la province de Tanba (ancienne préfecture de Hanbara)
- Province d'Omi Asai-gun, Ika-gun, Takashima-gun, Province de Kazusa Mouda-gun (ancienne préfecture de Toyohashi)